# مامبای سیاه (ترانه)
«مامبای سیاه» (انگلیسی: Black Mamba) نخستین تک‌آهنگ گروه دخترانه اهل کره جنوبی، اسپا است. «مامبای سیاه» در ۱۷ نوامبر ۲۰۲۰ به عنوان یک تک‌آهنگ استنداِلون توسط اس‌ام انترتینمنت منتشر شد.

## گواهی‌نامه‌ها
| منطقه                                  | گواهی     | واحد گواهی‌شده/فروش |
| Streaming                              | Streaming | Streaming          |
| -------------------------------------- | --------- | ------------------ |
| ژاپن (آرآی‌ای‌جی)                        | طلا       | ۵۰٬۰۰۰٬۰۰۰         |
| رقم فقط پخش جاری تنها بر پایهٔ گواهی‌ها. |           |                    |

## تاریخچه انتشار
| منطقه | تاریخ          | فرمت                   | ناشر                   | منابع |
| ----- | -------------- | ---------------------- | ---------------------- | ----- |
| مختلف | ۱۷ نوامبر ۲۰۲۰ | دانلود دیجیتال، استریم | اس‌ام انترتینمنت دریموس | [ ۵ ] |